# Елиот Гранден
Елиот Гранден (на френски: Elliot Grandin) е френски футболист, крило, от конгоански произход състезаващ се в ФК Блакпул. Роден е на 17 октомври 1987 г. в Кан, Франция.

## Кариера
Кариерата на Гранден започва в родния СМ Кан, с който печели Купата Меридиан през 2005 и влиза в Лига 1 през 2007. През януари 2008 преминава в Олимпик (Марсилия) за 4 000 000 евро. През същия сезон играе 11 мача за първенството, повечето като резерва и вкарва два гола. Гранден предпочита да играе като крило и нападател, но може да играе и като централен атакуващ халф.
На 30 януари 2009 преминава под наем в отборът от Лига 1 Гренобъл Фут 38, до края на сезона.
На 18 август 2009 списание Л'Екип заявява че Елиот ще премине на проби в отбора от Английската висша лига Стоук Сити от 23 август с потенциално сделка на стойност 1 000 000 евро. На 2 септември 2009 Олимпик (Марсилия) освобождава играча, след неуспешният пробен период. Като свободен агент привлича вниманието на отбори от Казахстан, България и Румъния. на 5 януари 2010 започва преговори с румънския Рапид (Букурещ), като в медиите излизат съобщения за сключване на договор в близките няколко дни..

### ЦСКА (София)
Въпреки преговорите с Рапид Гранден сключва договор с ПФК ЦСКА (София) на 20 януари 2010 за 2 години. Дебютира за ЦСКА на 13 март 2010 срещу Спортист (Своге) отбелязвайки гол и подавайки за втори за победата с 4:1.

## Успехи
- 2005: Купа Меридиан